# إتش تي سي إنسباير 4G
إتش تي سي إنسباير 4G (بالإنجليزية: HTC Inspire 4G)‏ هو هاتف ذكي من إتش تي سي يعمل بنظام أندرويد، تم طرحه في الأسواق في 13 فبراير 2011.

## الخصائص
- نظام التشغيل: أندرويد
- الكاميرا الأمامية: لا يوجد
- الكاميرا الخلفية: 8 ميجابكسل
- الشاشة: إل سي دي 480×800
- الوزن: 164 غرام
- المعالج: 1 جيجا هرتز
- الذاكرة: 768 ميجابايت